# 国定郵便局
国定郵便局（くにさだゆうびんきょく）は群馬県伊勢崎市にある郵便局。民営化前の分類では集配普通郵便局であった。

## 概要
住所：〒379-2299 群馬県伊勢崎市国定町2-2016-5
民営化直前の集配業務再編において、多くの集配普通郵便局は統括センターとなったが、当局は配達センターとされたため、民営化後も郵便事業株式会社の支店は併設されず、集配センターが併設された。

## 沿革
- 1909年（明治42年）3月26日 - 国定郵便局（三等）として開設[1]。
- 1966年（昭和41年）1月15日 - 采女郵便局[2]から和文電報配達業務を一部[3]を移管[4]。
- 1967年（昭和42年）11月7日 - 笠懸郵便局から和文電報配達業務を一部[5]を移管。
- 1969年（昭和44年）5月23日 - 城南郵便局[6]から和文電報配達業務を一部[7]を移管。
- 1972年（昭和47年）12月8日 - 電話交換業務を伊勢崎電報電話局に移管。
- 1975年（昭和50年）4月30日 - 佐波郡東村国定から同村国定字下原に移転。
- 1983年（昭和58年）10月1日 - 和文電報配達業務を伊勢崎電報電話局に移管。
- 2001年（平成13年）8月1日 - 特定郵便局から普通郵便局に局種別改定。
- 2007年（平成19年）10月1日 - 民営化に伴い、併設された郵便事業伊勢崎支店国定集配センターに一部業務を移管。
- 2012年（平成24年）10月1日 - 日本郵便株式会社発足に伴い、郵便事業伊勢崎支店国定集配センターを国定郵便局に統合。

## 取扱内容
- 郵便、印紙、ゆうパック、内容証明
- 貯金、為替、振替、振込、国際送金、国債、投資信託
- 生命保険、バイク自賠責保険、自動車保険、がん保険、引受条件緩和型医療保険
- ゆうちょ銀行ATM
- 「379-22xx」区域（伊勢崎市（旧佐波郡赤堀町域、旧佐波郡東村域））の集配業務

## 周辺
- 群馬県立精神医療センター
- 養寿寺（国定忠治の墓）
- 国道17号
- 国道50号

## アクセス
- JR両毛線 国定駅から北東へ約400m（徒歩約5分）
- 北関東自動車道 伊勢崎ICから北東へ約2.5km
- 駐車場あり：8台